# 時の鐘 (川越市)
時の鐘（ときのかね）は、埼玉県川越市の中心部、幸町北部の蔵造りの街並みに建てられている鐘楼（時計台）。建物は、川越市指定有形文化財に指定されている。

## 概要
川越の蔵造りの街並みを代表する観光名所で市のシンボルとなっている。地元では鐘撞堂（かねつきどう）と呼ばれることが多い。3層構造の塔で、高さは16メートル。古くは鐘撞きが決まった時間に時を知らせていたが、現在では自動で1日4回（午前6時、正午、午後3時、午後6時）川越城下に時を知らせている。
塔をくぐると薬師神社（もと瑞光山醫王院常蓮寺）の境内になっている。神社は病気平癒、特に眼病に対してご利益があるとされる。

## 歴史
江戸時代の寛永年間に川越藩主・酒井忠勝によって建設されたのが始まりであるが、火災によりたびたび焼失しており、『武蔵三芳野名勝図会』に拠れば、1654年（承応3年）正月には川越藩主の松平信綱が椎名兵庫に命じて新たな鐘を鋳造させたという。
さらに『名所図会』に拠れば、1704年（宝永元年）、甲斐国都留郡を支配する谷村藩（現在の山梨県都留市谷村）主の秋元氏が川越藩に転封され、谷村城下の鐘が川越に持ち込まれた。この鐘は1694年（元禄7年）7月に谷村城下の鋳物師が鋳造したものであるという。
現在の鐘楼は4代目で、1893年（明治26年）に起きた川越大火の翌年に関根松五郎の設計で再建されたものである。この再建に際しては、川越商業銀行を創設した竹谷兼吉らの川越商人や川越を選挙区とした高田早苗らが寄付を集め、晩年を川越で過ごした渋沢栄一の資金援助や明治天皇からの下勅金、さらには原善三郎・茂木惣兵衛など川越に所縁のある市外の実業家の献金があった。
鐘楼建物は1958年（昭和33年）3月6日に川越市指定有形文化財に指定され、1996年（平成8年）には、日本の音風景100選に選ばれた。
　

## 耐震補強工事
2015年から2017年にかけて、時の鐘では耐震化工事と1960年の工事以来の半解体を伴う総工費1億円の大修復が行われた。これは、2015年の耐震診断で、大地震が発生した際倒壊する恐れが指摘されたためである。耐震化工事では、地下に60トンのコンクリートを流し込み耐圧板としたり、外板を新しくしたりするなど、大がかりな工事が行われた。工事により、建設当初の姿も分かった。

工事に伴い、2015年9月から囲いが設けられ、2016年4月からは足場に覆われていたが、10月には足場が、12月には囲いも外され、2017年1月9日に工事が完全に終了し、完成を記念する式典が行われた。

## 画像ギャラリー

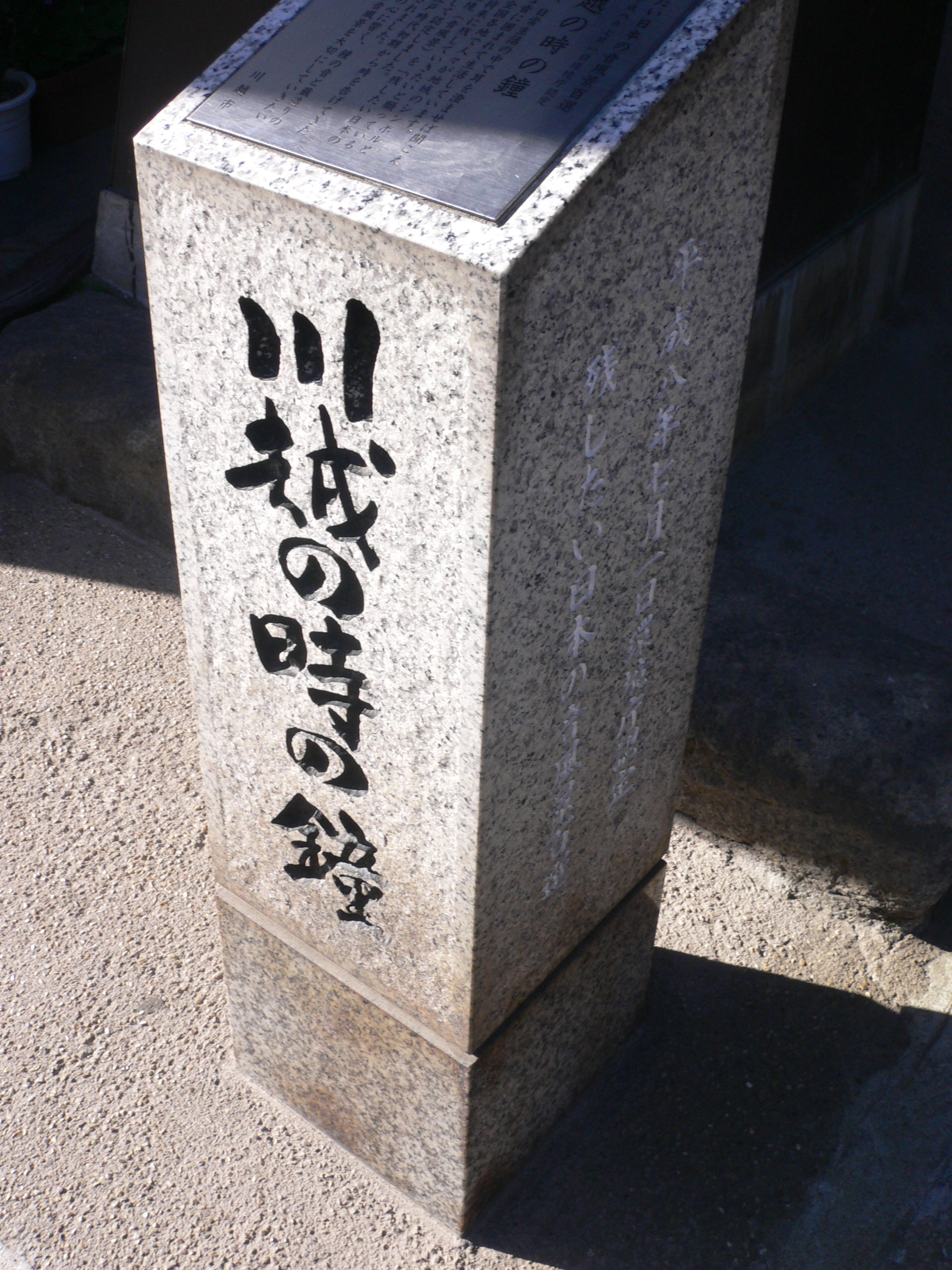
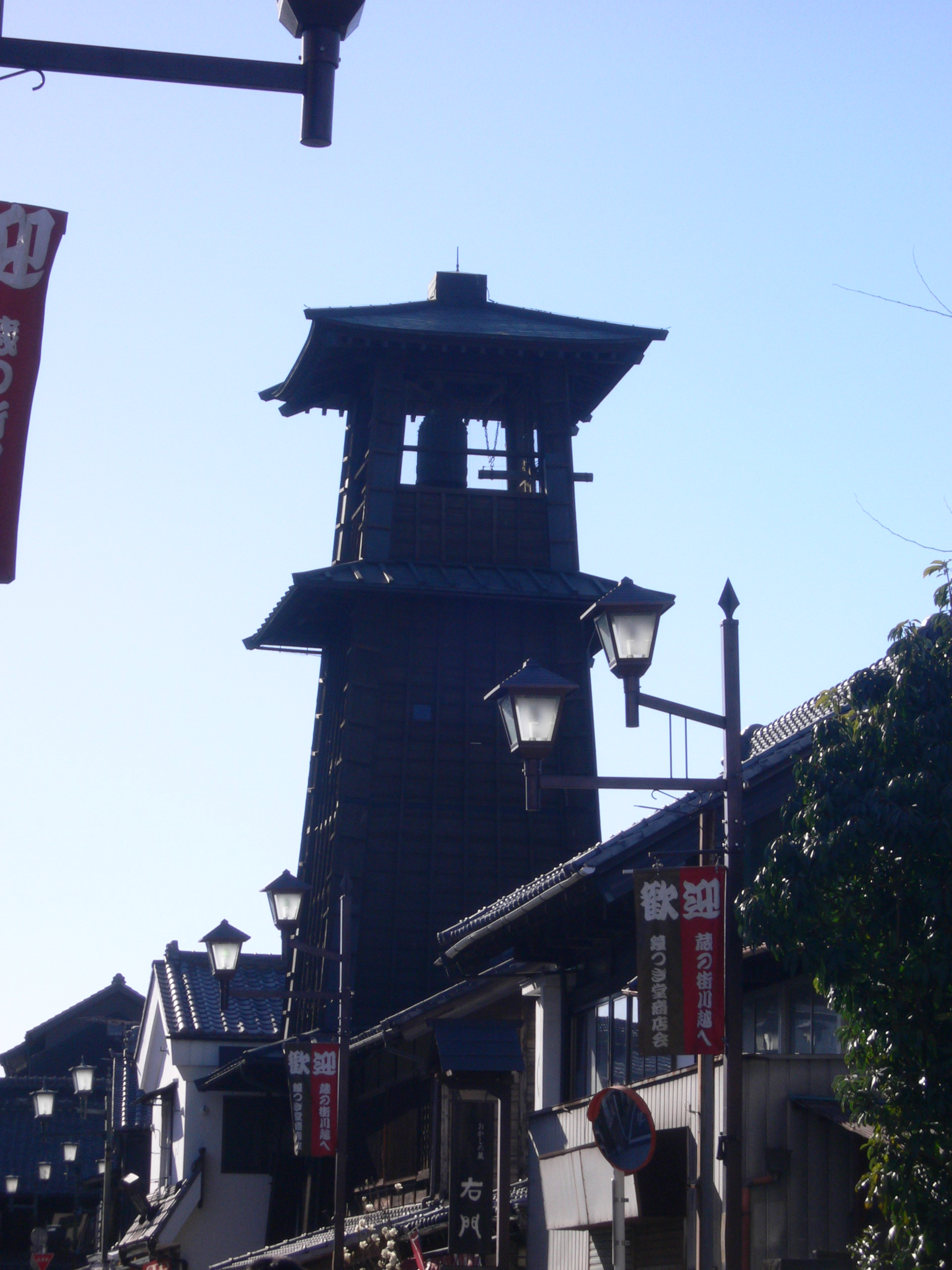
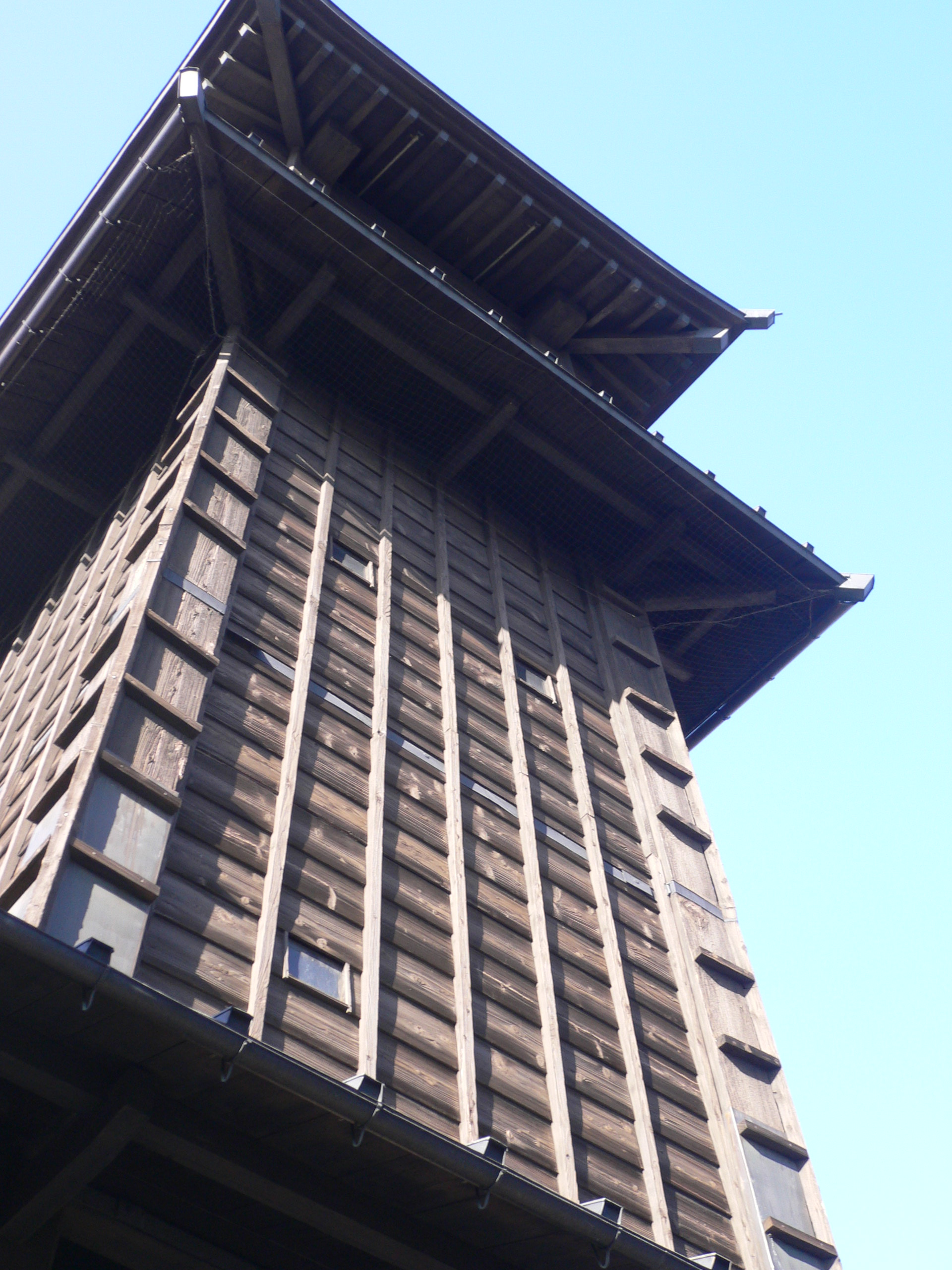
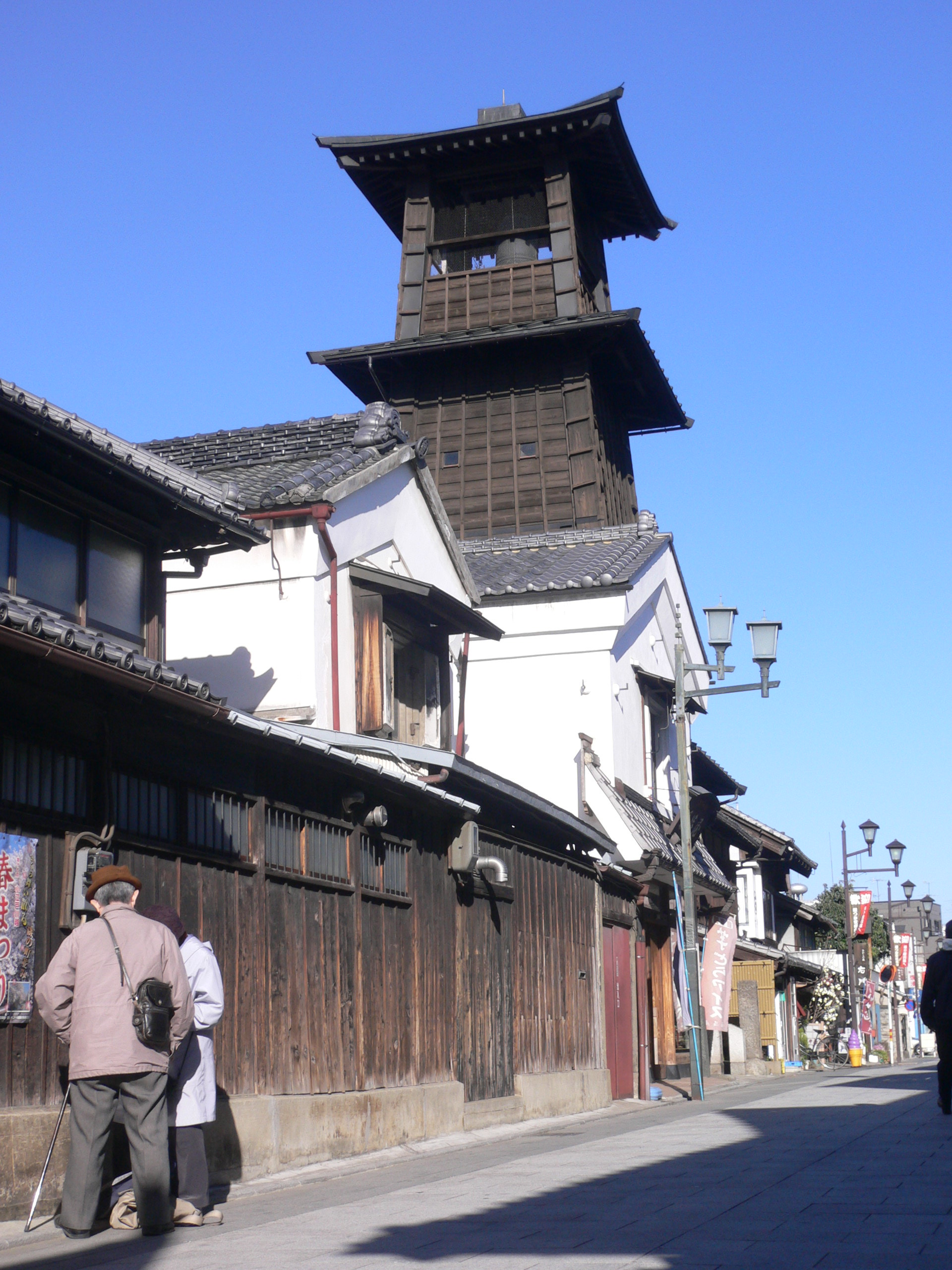
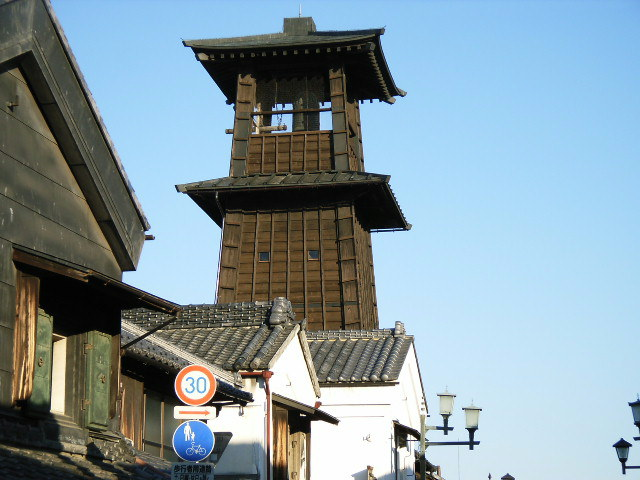
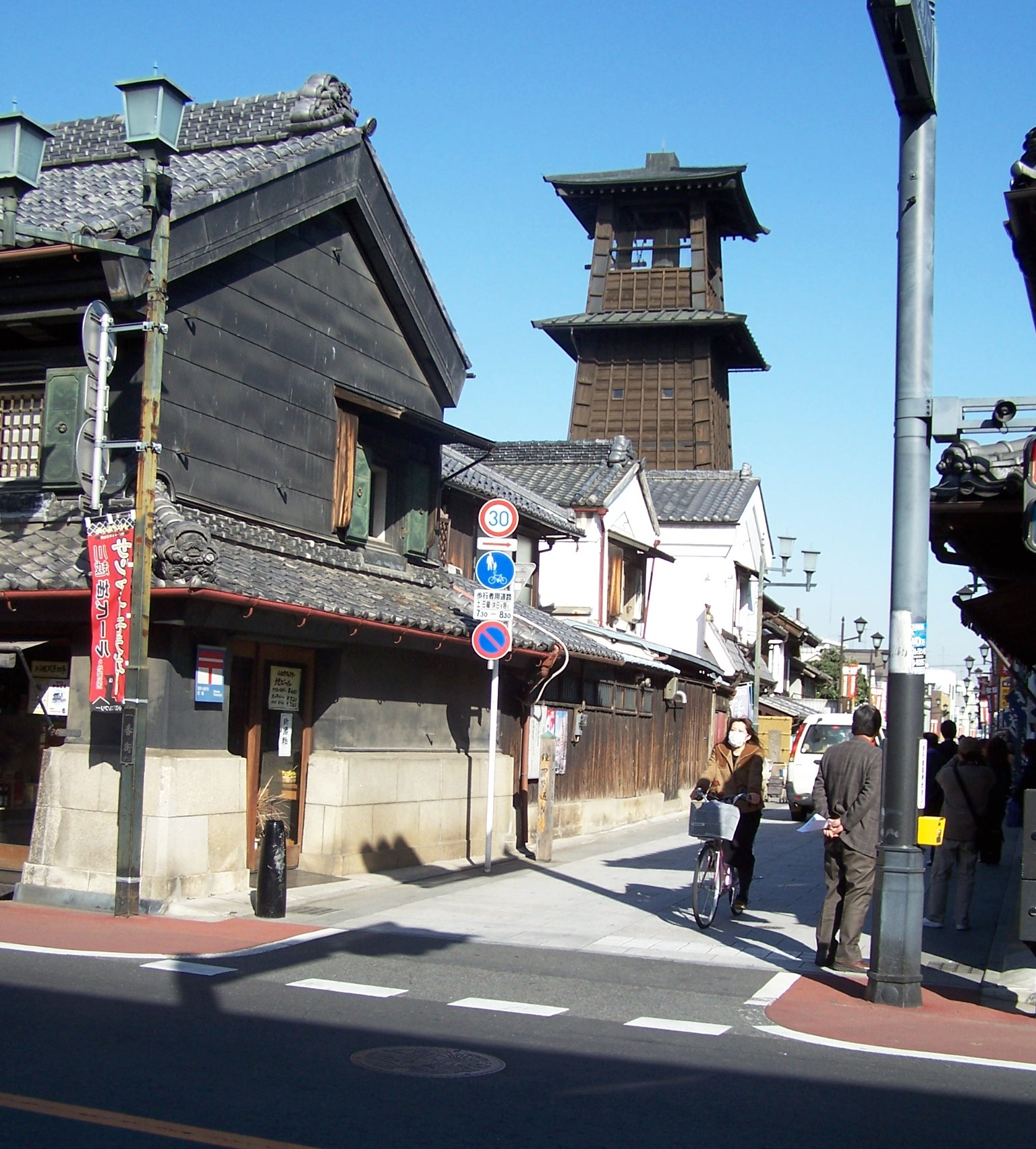
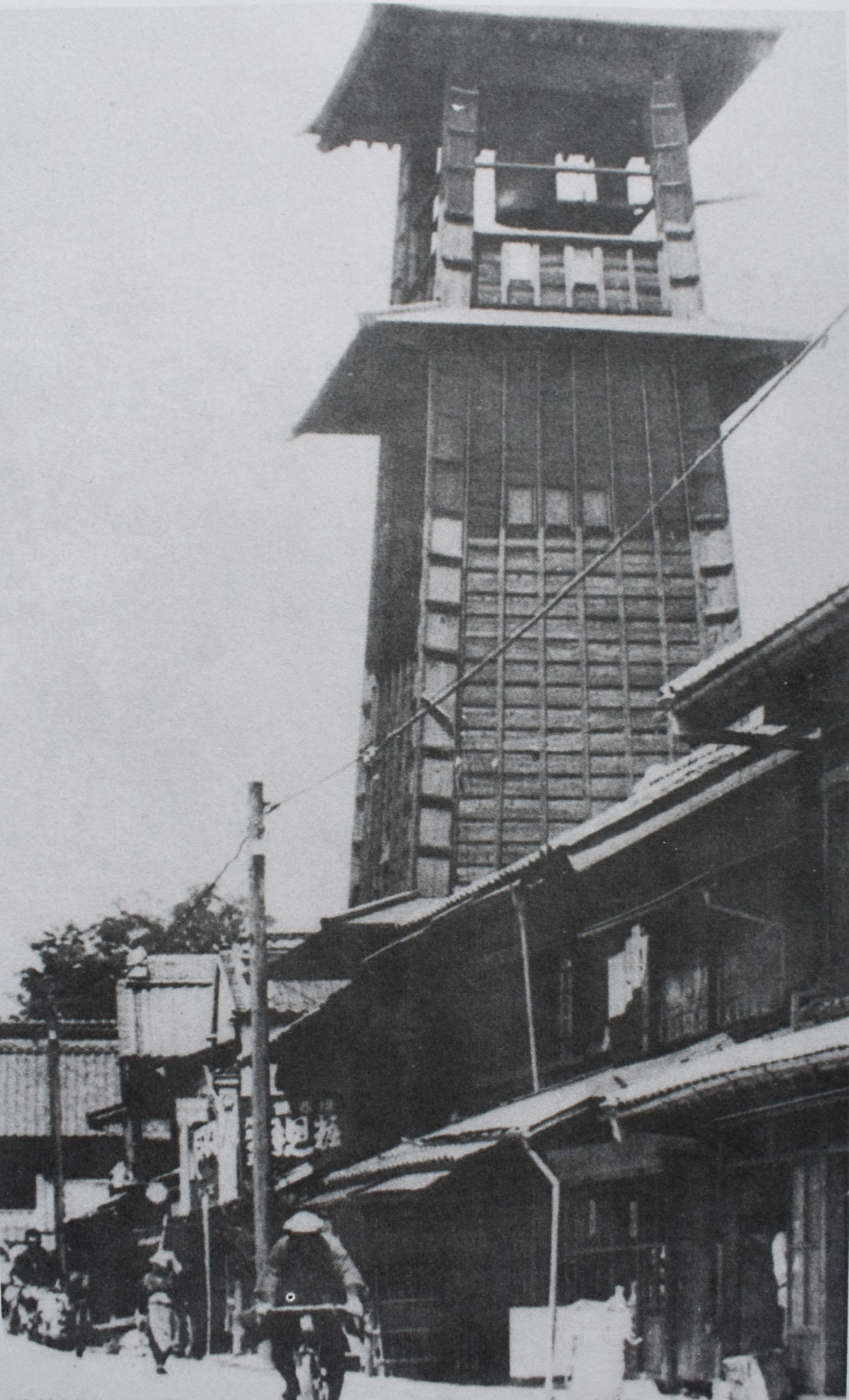
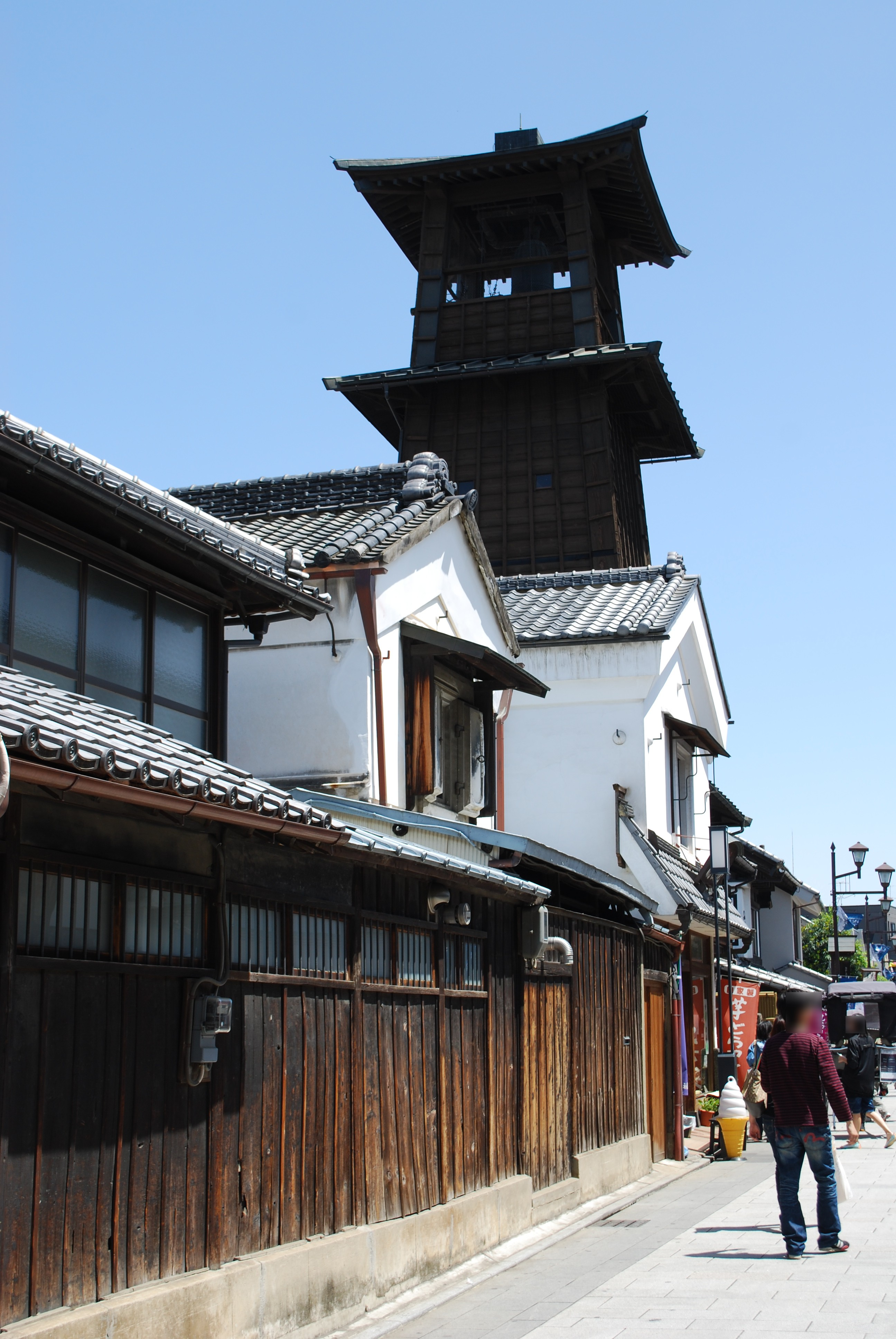